# Gouverneurswahlen in den Vereinigten Staaten 1985

New Jersey (rot) blieb in republikanischer Hand, Virginia (blau) wurde weiter von einem Demokraten regiert.

Die Gouverneurswahlen in den Vereinigten Staaten 1985 fanden am 5. November 1985 statt. Gewählt wurde in den Bundesstaaten New Jersey und Virginia.

## New Jersey
Dabei konnte der vier Jahre zuvor in New Jersey ins Gouverneursamt gewählte Republikaner Thomas Kean für eine weitere Amtsperiode kandidieren und wurde von seiner Partei auch erneut aufgestellt. Die Demokratische Partei nominierte als Gegenkandidat Peter Shapiro, einen Abgeordneten des Repräsentantenhauses von New Jersey, der gegen den Amtsinhaber allerdings keine Chance hatte. Kean wurde mit 69,6 Prozent der Stimmen in eine zweite Amtszeit gewählt, Shapiro kam auf lediglich 29,3 Prozent. Ferner traten fünf weitere Bewerber an, deren Anteile sich zwischen 0,1 und 0,43 Prozent bewegten. Unter ihnen war auch Jules Levin, 1976 Präsidentschaftskandidat der Socialist Labor Party, der mit 0,14 Prozent der Stimmen Platz sechs belegte.

## Virginia

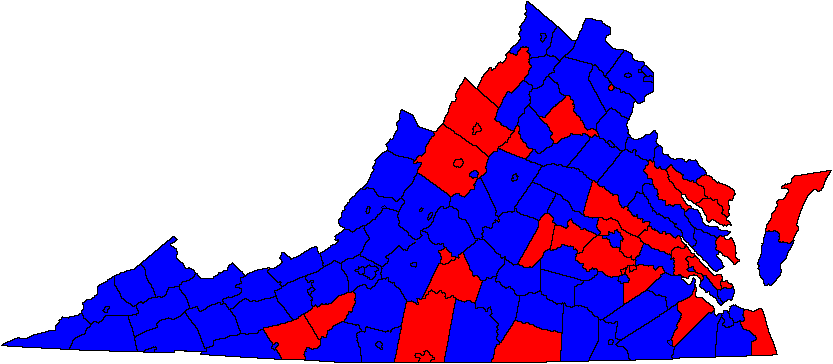
Mehrheiten nach Counties:
Gerald L. Baliles (DEM)
Wyatt B. Durrette (REP)

In Virginia, wo für die Gouverneure eine Amtszeitbeschränkung von vier Jahren gilt, war es dem demokratischen Amtsinhaber Chuck Robb folglich nicht möglich, erneut zu kandidieren. An seiner Stelle nominierten die Demokraten den Attorney General von Virginia, Gerald L. Baliles, der sich mit 55,2 Prozent der Stimmen recht deutlich gegen den Republikaner Wyatt B. Durrette, Mitglied des Abgeordnetenhauses von Virginia, durchsetzte.